# Binalonan
Binalonan is een gemeente in de Filipijnse provincie Pangasinan op het eiland Luzon. Bij de laatste census in 2007 had de gemeente bijna 53 duizend inwoners.

## Geografie

### Bestuurlijke indeling
Binalonan is onderverdeeld in de volgende 24 barangays:
| - Balangobong - Bued - Bugayong - Camangaan - Canarvacanan - Capas - Cili - Dumayat - Linmansangan - Mangcasuy - Moreno - Pasileng Norte | - Pasileng Sur - Poblacion - San Felipe Central - San Felipe Sur - San Pablo - Santa Catalina - Santa Maria Norte - Santiago - Santo Niño - Sumabnit - Tabuyoc - Vacante |

## Demografie
Binalonan had bij de census van 2007 een inwoneraantal van 52.722 mensen. Dit zijn 3.755 mensen (7,7%) meer dan bij de vorige census van 2000. De gemiddelde jaarlijkse groei komt daarmee uit op 1,02%, hetgeen lager is dan het landelijk jaarlijks gemiddelde over deze periode (2,04%).